# Península Gómez Roca

Mapa de las islas Malvinas, con topónimos en idioma español (pulsar en la imagen para agrandarla).

La península Gómez Roca se encuentra ubicada en el noroeste de la isla Gran Malvina, al sur de la Bahía San Francisco de Paula y al norte de la Bahía 9 de Julio.
Esta península se halla en el archipiélago de las Islas Malvinas, que según la Organización de las Naciones Unidas (ONU), están en litigio de soberanía entre el Reino Unido, quien la administra como parte del territorio británico de ultramar de las Malvinas, y la Argentina, quien reclama su devolución, y la integra en el departamento Islas del Atlántico Sur de la provincia de Tierra del Fuego, Antártida e Islas del Atlántico Sur.
El nombre de la península recuerda a Sergio Raúl Gómez Roca, que falleció durante el ataque al ARA Alférez Sobral (A-9) durante la guerra de las Malvinas de 1982.